# Bernard Pons
Pour les articles homonymes, voir Pons.
Bernard Pons, né le 18 juillet 1926 à Béziers (Hérault) et mort le 27 avril 2022 à Aigues-Mortes (Gard), est  un homme politique français.
Membre successivement de l’Union des démocrates pour la République (UDR) et du Rassemblement pour la République (RPR), il occupa plusieurs fois les fonctions de secrétaire d'État et ministre et les mandats de député dans le Lot, l’Essonne et à Paris, conseiller général du canton de Cajarc et conseiller de Paris. Il est également secrétaire général du RPR de 1979 à 1984.

## Biographie

### Origines et vie familiale
Bernard Claude Pons est né le 18 juillet 1926 à Béziers dans l’Hérault,. Son père, Claude Pons, était agrégé d'espagnol et censeur puis proviseur de divers lycées, dont le lycée Henri-IV (Béziers) et ensuite le lycée Thiers de Marseille.
Il a quatre filles avec sa femme qu'il a connue lorsqu'il était étudiant à Montpellier, dont Isabelle Secrétan, femme politique, et Frédérique Pons, avocate.

### Études et formation
Bernard Pons est élève au lycée Thiers lorsque son père y est proviseur. Engagé volontaire en mars 1944 dans les FFI, il a été dans la résistance et pris le maquis dans les FTPF de Lauzès (Lot).
Élève de première au lycée de Cahors en 1944, il a suivi en mars 1944 ses frères Jacques et André, plus âgés que lui et réfractaires au STO (Service du travail obligatoire) pour s’engager avec eux dans la Résistance. Ils ont intégré tous les trois le maquis FTP du causse de Lauzès dans le Lot, sous les ordres du capitaine François (André du Bois de Gaudusson) puis après la libération de Cahors, le 17 août 1944, ont été regroupés avec d’autres maquis, au camp Saint-Georges à Cahors puis transférés à la caserne Niel, à Toulouse avant, pour Jacques et André, d’être envoyés à la pointe de Grave. 
Bernard Pons a été hospitalisé fin août 1944 à l’hôpital militaire Larrey à Toulouse puis démobilisé. Il a repris ses études le 2 octobre 1944 comme pensionnaire élève de première au collège de Revel, Haute-Garonne. En février 1945, il a été admis au titre de résistant à se présenter au lycée d'Albi à la première partie du baccalauréat en « session spéciale » réservée aux anciens résistants ayant arrêté leurs études. Après avoir obtenu la première partie du baccalauréat, il est entré en classe de philo au lycée de Tarbes et a présenté avec succès la deuxième partie à la fin de l’année scolaire. En novembre 1945, il intégrait la faculté des sciences de Toulouse pour préparer son PCB. En 1946, il entrait en première année de médecine à la faculté de médecine de Montpellier. 
Étudiant à Montpellier, il a été un an président de l'Association générale des étudiants de Montpellier (Agem), puis vice-président de l'UNEF,. Il a passé sa thèse de docteur en médecine en 1952, puis s’est installé comme médecin généraliste dans le Lot. En 1965, il a été élu adjoint au maire de Cahors (Lucien Bénac) et en 1967 député de la 2e circonscription du Lot (Figeac) puis quelques mois plus tard conseiller général de Cajarc.

### Carrière professionnelle
Bernard Pons est médecin généraliste dans le département du Lot de 1952 à 1967.

### Parcours politique
Proche du Premier ministre Georges Pompidou, un temps conseiller municipal de Cajarc, Bernard Pons s’engage en politique en 1967 en devenant député de la 2e circonscription du Lot (Figeac - Souillac) et conseiller général du canton de Cajarc. Il est avec Jacques Chirac l'un des deux « jeunes loups » élus dans le Centre-ouest à cette occasion ; ils deviennent amis.
Il est nommé en juin 1969 secrétaire d'État à l’Agriculture dans le gouvernement Jacques Chaban-Delmas, puis reconduit dans ces mêmes fonctions dans le premier gouvernement Pierre Messmer de juillet 1972 à avril 1973, alors que Chirac est son ministère de tutelle.
Réélu en 1968 et 1973 député du Lot, il défend le projet de loi Veil sur l’interruption volontaire de grossesse.
C'est à Souillac, qu'Alain Chastagnol a commencé sa carrière politique en 1977, pour ravir à 32 ans la mairie jusqu'alors communiste, qui comptait parmi ses conseillers d'opposition Bernard Pons, alors secrétaire d'État à l'Agriculture et qui avait appuyé la création du lycée hôtelier.
Fidèle de Jacques Chirac, il participe à la fondation du RPR et en devient le secrétaire général entre 1979 et 1984. Député de l’Essonne en 1978, il se fait élire à Paris comme député en juin 1981 et conseiller de Paris en mars 1983. Lorsque Jacques Chirac devient Premier ministre, il confie à Bernard Pons le ministère des Départements et Territoires d’Outre-Mer. Il attache alors son nom à la loi pour encourager l’investissement dans les DOM-TOM en 1986. Il est chargé par le ministre de l'Intérieur Charles Pasqua de la redéfinition des circonscriptions électorales des DOM-TOM cette même année.
Il est envoyé à Nouméa pour gérer la prise d’otages de la grotte d’Ouvéa. Le journal d'investigation Mediapart le considère comme l'incarnation de la « raison d’État » et du « mensonge officiel » qui ont à l'époque couvert « tortures, atrocités et sévices » et assassinats commis par le GIGN en mai 1988, actes que le journal qualifie de « crime d'État ».
Jacques Chirac élu président de la République en mai 1995, Bernard Pons intègre le gouvernement Alain Juppé comme ministre de l’Aménagement du Territoire, de l’Équipement et des Transports, puis de l’Équipement, du Logement, des Transports et du Tourisme.
Il est le seul député de droite élu au premier tour des législatives de 1997, après l’échec de la majorité sortante.
Il se retire de la vie politique nationale en 2002 à la suite de la candidature dissidente dans sa circonscription (la 16e de Paris) de Françoise de Panafieu, députée sortante RPR de la moitié nord du 17e arrondissement de Paris (17e circonscription) et menacée de ne pas être réélue (le candidat Patrick Stefanini sera d'ailleurs battu en deux temps par la socialiste Annick Lepetit), et qui le devance au premier tour (40 % pour elle contre 20 % pour lui). Françoise de Panafieu est élue.
Il demeure conseiller UMP de Paris jusqu'en 2008.
Il est le président-fondateur de l’Association des Amis de Jacques Chirac fondée le 18 juin 1988,.
En 2010, il s'installe à Aigues-Mortes, auprès de sa fille Isabelle Secrétan.
En 2011, il sort momentanément de sa retraite politique pour exprimer « son indignation » dans les médias du traitement non véridique selon lui du réalisateur Mathieu Kassovitz dans son film L'Ordre et la Morale, qui narre les événements tragiques de la grotte d'Ouvéa.

## Fonctions politiques

### Mandats européens

#### Député européen
Il fut élu député européen lors des élections européennes de 1984 mais abandonna son poste en avril 1985. Le suivant de liste, Alain Marleix, reprend son poste.

### Fonctions ministérielles

#### Secrétaire d’État à l’Agriculture
Bernard Pons fut nommé secrétaire d'État auprès du ministre de l’Agriculture le 22 juin 1969, auprès de Jacques Duhamel puis de Michel Cointat, dans le gouvernement Jacques Chaban-Delmas. Il fut confirmé dans ces fonctions dans le gouvernement Pierre Messmer le 6 juillet 1972 jusqu’au 28 mars 1973.

#### Ministre de l’Outre-Mer
À la suite de la victoire de la droite aux législatives de 1986, Bernard Pons est nommé ministre des Départements et Territoires d’Outre-Mer le 20 mars 1986 dans le gouvernement Jacques Chirac et occupe sa fonction jusqu'au 10 mai 1988, date de la réélection du président François Mitterrand. Il conteste le « statut Pisani-Fabius » voté en 1985 qui créait notamment un conseil exécutif de Nouvelle-Calédonie et prévoyait un référendum d’autodétermination en 1987. Il affirme dans un discours au Sénat qu'« il n’y a pas de peuple Kanak » et que « la notion de peuple Kanak est un sous-produit de la dialectique marxiste et de l’idéologie tiers-mondiste », ce qui contribue à faire montée les tensions. Bernard Pons fut envoyé à Nouméa le 25 avril 1986 pour « régler » la prise d’otages de la grotte d’Ouvéa. Dès son arrivée sur l'île, il déclare : « Je ne tiendrai absolument pas compte des revendications de terroristes et de criminels ». Le 5 mai, refusant de négocier, le gouvernement ordonne l’assaut contre la grotte où sont retenus les otages ; dix-neuf indépendantistes et deux gendarmes sont tués.
Il fait passer la première loi de défiscalisation dédiée à l'outre-mer. À l'origine de détournements, elle est abrogée en 2000.

#### Ministre des Transports et de l’Équipement
Bernard Pons est nommé ministre de l’Aménagement du territoire, de l’Équipement et des Transports le 18 mai 1995 dans le gouvernement Alain Juppé. Il conserve ses fonctions avec les attributions de ministre de l’Équipement, du Logement, des Transports et du Tourisme à partir du 7 novembre 1995 dans le second gouvernement Alain Juppé jusqu’au 2 juin 1997.
Au cours de cette période, il signa les décrets de concession à la Cofiroute fixant les conditions financières et industrielles de réalisation des autoroutes A28 entre Alençon et Tours, A85 entre Tours et Vierzon et le du duplex A86 et renouvela les concessions de la société des Autoroutes Rhône-Alpes, de la société des autoroutes du Nord et de l'Est de la France, de la société des autoroutes Paris-Normandie et des autoroutes Paris-Rhin-Rhône. Il participa à la convention bilatérale franco-italienne pour la réalisation de la ligne ferroviaire à grande vitesse Lyon-Turin et à la convention franco-espagnole pour la réalisation de la ligne de Perpignan à Figueras. Il négocia l'accord entre la France et la Bulgarie sur les transports routiers. Le 15 juillet 1996, Bernard Pons, ministre de l’Équipement, annonce à la presse qu’il vient d’entériner la décision du jury présidé par Christian Leyrit, directeur des routes, qui a choisi pour la construction du viaduc de Millau le projet à piles multi haubanées de Sogelec et du cabinet d’architectes Norman Foster and Partner.

### Mandats nationaux

#### Député de la2ecirconscriptiondu Lot
Bernard Pons fut élu le 12 mars 1967 député de la deuxième circonscription du Lot pour la IIIe législature, il fut réélu le 30 juin 1968 pour la IVe législature et conserva son mandat jusqu’à sa nomination au gouvernement le 22 juillet 1969. Il fut réélu le 11 mars 1973 pour la Ve législature. Lors de cette mandature, il a défendu à l'Assemblée nationale le texte visant à légaliser l'IVG en prononçant le discours suivant : « Je suis confronté quotidiennement au drame de l'avortement » ; il y dénonçait également « l'archaïsme de l'ordre des médecins créé par Pétain, l'ordre des médecins est une chapelle et un clergé qui n'a plus de fidèles, 1 000 femmes par jour se font avorter, sur ces 1000 une femme en meurt, depuis que le garde des Sceaux Taittinger a présenté son projet de loi, 349 jours se sont écoulés 349 femmes sont mortes, comment réagiriez vous si une de ces femmes mortes vous touchait de près ? ».

#### Député de la2ecirconscriptionde l’Essonne
Bernard Pons fut élu député de la deuxième circonscription de l’Essonne le 19 mars 1978 pour la VIe législature et conserva son siège jusqu’au 22 mai 1981.

#### Député de la22ecirconscriptionde Paris
Bernard Pons fut élu député de la vingt-deuxième circonscription de Paris le 14 juin 1981 pour la VIIe législature, il fut réélu le 16 mars 1986 pour la VIIIe législature et conserva son mandat jusqu’à sa démission le 1er avril 1986 à la suite de sa nomination au gouvernement.

#### Député de la16ecirconscriptionde Paris
Bernard Pons fut élu député de la nouvelle seizième circonscription de Paris le 5 juin 1988 pour la IXe législature, il fut réélu le 21 mars 1993 pour la Xe législature puis le 25 mai 1997 pour la XIe législature jusqu’au 18 juin 2002.
À l'Assemblée nationale, il était membre de la commission des Affaires culturelles, familiales et sociales de 1988 à 1993, de la commission de la Défense nationale et des Forces armées de 1993 à 1995, de la commission des Lois constitutionnelles, de la Législation et de l'Administration générale de la République en 1992 et de la commission de la production et des échanges. En décembre 1990, il participa à la saisine du Conseil constitutionnel concernant le loi de finances pour 1991. En avril 1991, il fit partie des parlementaires qui saisirent le Conseil constitutionnel concernant la loi portant statut de la Collectivité territoriale de Corse. En décembre 1997, il faisait partie des parlementaires qui saisirent le Conseil constitutionnel concernant la loi de financement de la sécurité sociale et la loi de finances pour 1998. En juillet 1998, il participa à la saisine du Conseil constitutionnel concernant la loi d’orientation relative à la lutte contre les exclusions. En décembre 1998, il participa à la saisine du Conseil constitutionnel concernant la loi de financement de la sécurité sociale et la loi de finances pour 1999. En octobre 1999, il saisit le même conseil concernant la loi relative au Pacte civil de solidarité. En décembre 1999, il participa à la saisine concernant la loi de finance de la sécurité sociale et la loi de finances pour 2000 et à la loi relative à la réduction négociée du temps de travail. En novembre 2000, il saisit le conseil constitutionnel concernant la loi relative à la solidarité et au renouvellement urbains et en décembre 2000 concernant les la loi de financement de la sécurité sociale et la loi de finances pour 2001. Il participa en 2001 à la saisine concernant la loi de finances pour 2002 et concernant la loi de modernisation sociale.

### Fonctions partisanes
Bernard Pons fut de 1988 à 1995 président du groupe parlementaire du Rassemblement pour la République à l’Assemblée nationale,.

### Mandats locaux

#### Conseiller général du canton de Cajarc
Bernard Pons fut élu conseiller général du canton de Cajarc le 1er octobre 1967, puis réélu en 1973 jusqu’en 1978, après avoir démissionné pour se présenter aux élections législatives dans l'Essonne.

#### Conseiller de Paris
Bernard Pons fut élu conseiller de Paris le 13 mars 1983 puis en 1989, 1995 et 2001 jusqu’au 9 mars 2008.

## Ouvrage
- Aucun combat n’est jamais perdu, L'Archipel, 2018.

## Décorations

### France
- Chevalier de la Légion d'honneur le 21 mars 2008[52]
- Médaille d'honneur de l'engagement ultramarin, échelon or (2022) au titre d' « ancien ministre des départements et territoires d'outre-mer »[53].
- Commandeur de l'ordre de Tahiti Nui[54]